# Netania Davrath
Netania Davrath (chir.: Нетания Доврат), (n. 1931, Ucraina — d. 1987, Israel) a fost o soprană israeliană, evreică născută în Ucraina sovietică. Numele ei mai apare în unele surse sub forma Dovrat. A fost profesoară de canto la Academia de muzică din Tel Aviv.

## Studii
La vârsta de 17 ani, a emigrat în Israel cu familia ei. A studiat la Ierusalim, Düsseldorf, New York (Julliard School, cu mezzo-soprana Jennie Tourel) și în Italia.

## Activitate
Repertoriul Netaniei Davrath a inclus atât muzică de operă, cât și piese de concert. A colaborat cu dirijorii Leonard Bernstein, John Barbirolli, Leopold Stokowski și Zubin Mehta și cu orchestrele: Filmarmonica din New York, Orchestra Simfonică din Chicago, Filarmonica din Londra, Filarmonica Israeliană și Opera Lirică din Chicago, Opera din Boston și cea din Tel Aviv. A înregistrat peste zece discuri pentru casa de discuri Vanguard Classics. Davrath vorbea fluent opt limbi.
Anii copilăriei i-au lăsat puternica impresie a muzicii folclorice – mai întâi în țara natală, apoi în Israel. Aceste influențe se regăsesc în interpretarea ei prin timbralitate și volum; Davrath renunță la elemente consacrate ale stilului de operă și obține astfel un ton delicat, agil și mult mai puțin vibrat. Muzicologul Rob Barnett descrie stilul sopranei în felul următor: „Vocea ei aduce cu cea a unei fete jucăușe (...) Ea se eliberează de acel sine qua non automat al «marilor» soprane din vremurilor noastre – vibratoul. Interpretarea ei este limpede, însă învăluită de căldură, farmec, afecțiune, umor și senzualitate. Este elegantă fără a fi afectată, amintește de cântecul folcloric prin puritate și coloritul viu.”

## Interpretări selectate
În preajma anului 1960, Netania Davrath a realizat una dintre cele mai bune versiuni orchestrale pentru Cântecele din Auvergne de Joseph Canteloube (dirijorul este Pierre de la Roche, însă numele orchestrei nu este cunoscut), ciclu de piese ce va atrage atenția multor soprane în decursul anilor 1970.
Davrath a interpretat fragmente din Bachiene braziliene de Heitor Villa-Lobos la invitația dirijorului Leonard Bernstein, în cadrul episodului „Spiritul latin-american” (1963) din seria televizată Concerte pentru tineret.